# 2055
سنة 2055 م هي سنة بسيطة تبدأ يوم الجمعة حسب التقويم الغريغوري